# Doon Fort
Koordinaten: 54° 49′ 45″ N, 8° 27′ 47″ W
Doon Fort (irisch An Dún; auch The Bawan oder O Boyle’s Fort genannt) im See Doon Lough (Loch an Dúin) im Townland Drumboghill (Droim Buachaill), etwa 9,0 km nördlich von Ardara, im County Donegal in Irland, ist eine einzigartige Zwischenform zwischen Dun und Crannóg. Parallelen finden sich aber im Dun Burga Water auf den Shetlands und Dun Cromore auf Lewis and Harris in Schottland. Die ovale Umwallung aus Steinen hat 45 m Durchmesser und nimmt fast die gesamte Fläche einer kleinen Insel ein. Die gut erhaltene Mauer ist etwa fünf Meter hoch und an der Basis vier Meter breit. Ein kurzer Abschnitt der Nordwestmauer der etwa 3000 Jahre alten Anlage ist zusammengebrochen.

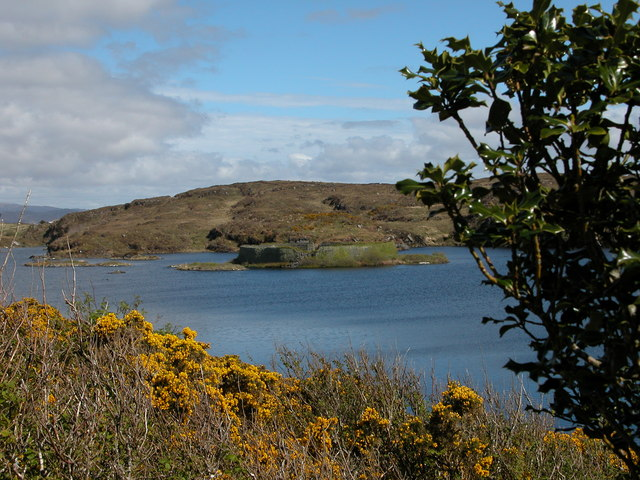
Doon Lough mit dem Dun

Eine Mauerlücke bildet den Zugang ins Innere. Auf der linken Seite des Durchlasses ermöglichen eine Öffnung über einen acht Meter langen sehr schmalen und nur etwas mehr als einen Meter hohen Gang sowie eine Treppe den Zugang zur Mauerkrone. Der sechs Meter lange Zugang auf der rechten Seite ist noch enger und niedriger. Im Inneren des Duns führen vier etwa einen Meter hohe Absätze auf die Mauer, die an der Außenseite eine niedrige Brüstung hat.

## In der Nähe
Die halbmondförmige Drumboghill Gold-Lunula wurde im Jahre 1909 in einem nahe gelegenen Sumpf gefunden.
Ungefähr 800 Meter nordwestlich liegt auf einer Insel im Lough Birrog, mit einem steinernen Damm als Zugang, ein weiteres, jedoch zerstörtes Dun. Eine weitere Entsprechung stellt der Crannóg im Lough-Na-Crannagh bei Ballycastle im County Antrim in Nordirland dar.